# Подорожнє (Новогеоргіївський район)
Подоро́жнє (воно ж і Подорожне) — село, що знаходилось на півн.-сх. Кіровоградської обл., було затоплене водами Кременчуцького водосховища на початку 1960-х років.
У ХІХ ст. село було центром Подорожненської волості у складі Чигиринського повіту Київської губернії.
Станом на 1946 рік, до Подорожненської сільської ради входили також із села Воронівка, Самусівка і хутір Качаківка
У 1960-х роках, у зв'язку із затопленням Кременчуцьким водосховищем, село було переселене зі збереженням колишньої назви приблизно за 20 км на півд.-сх. від свого початкового місцезнаходження.